# Донги
Донги (вьет. Đồng Ý) — община в уезде Бакшон провинции Лангшон во Вьетнаме.
Община Донги имеет площадь 27,62 км², население в 1999 году составляло 3908 человек, плотность населения — 141 человек/км².
По статистике на 2019 год, община Донги имеет площадь 27,62 кв. км², население 4349 человек, плотность населения 158 человек/км².
В 2018 году община признана соответствующей «новым сельским стандартам» (NTM) Министерства сельского хозяйства.
В 2022 году община признана соответствующей критериям «передового NTM». В рамках подготовки к оценке постоено 2 км цементобетонных дорог, модернизировано 6 сельских домов культуры, обновлено более 16 км уличного освещения.